# Roland Eriksson
Roland Eriksson, född 1 mars 1954 i Stora Tuna, är en svensk före detta ishockeyspelare. 
Han startade sin karriär som juniorspelare i IF Tunabro, tillsammans med Göran Högosta. Efter en succéfylld juniorturnering 1974 blev han som förste svensk draftad i NHL på plats 113. Under de följande två säsongerna spelade han med Leksands IF, vilket bland annat resulterade i ett SM-guld 1975, där han avgjorde på övertid mot Brynäs IF i finalmatch nummer 3. I Tre Kronor är Roland Eriksson en av de mest framstående och i VM 1975 gjorde han 15 poäng på tio matcher. I VM 1977 gjorde Roland ett hat trick i matchen mot Sovjetunionen med den legendariske målvakten Tretjak. Sverige vann matchen med 3-1. 
Roland Eriksson spelade med i Canada Cup 1976 och samma år gick han över för spel i NHL och Minnesota North Stars. Han slog igenom i NHL 1976-1977 genom att spela fram till 4 mål i sin debutmatch och genom att producera 25 mål och 44 assists, vilket då var rekord i klubben Minnesota North Stars. Men än idag NHL rekord delat mellan  
- Flest assists i första NHL-matchen: Dutch Reibel (8 oktober 1953) och Roland Eriksson (6 oktober 1977), båda med 4

Trots att han vann NHL:s assistliga för nykomlingar röstades han överraskande inte fram till Calder Memorial Trophy som årets bäste rookie (nykomling) i National Hockey League utan slutade trea i omröstningen. 
Säsongen 1977-1978 fortsatte Roland Eriksson att vara en ledande spelare i ett för övrigt inte alltför lyckosamt Minnesota. Genom 21 mål och 39 assist blev han uttagen i NHL:s All-Star Match 1978.
Efter en mindre lyckosam säsong 1978-1979 i Vancouver Canucks, där han spelade som free agent, valde han spel med Leksands IF i Elitserien säsongen 1979-1980. Han spelade två säsonger i Bundesligan innan han återgick till spel i Leksand. Han var därefter med att spela upp HV 71 och Västerås Hockey till Elitserien innan han avslutade sin aktiva karriär som spelande tränare i IFK Arboga. Är idag ungdomsansvarig i Västerås Hockey.

## Klubbar
- IF Tunabro 1968-1974 Divivsion 2/Division 1
- Leksands IF 1974-1976 Elitserien
- Minnesota North Stars 1976-1978 NHL
- Winnipeg Jets 1978-1979 WHA
- Vancouver Canucks 1978-1979 NHL
- Leksands IF 1979-1980 Elitserien
- DEG Metro Stars 1980-1982 Bundesliga
- Leksands IF 1982-1984 Elitserien
- HV71 1984-1986 Division 1/Elitserien
- Västerås Hockey 1986-1989 Division 1/Elitserien
- IK Westmannia-Köping 1989-1990 Division 2
- IFK Arboga IK 1989-1990 Division 2

## Meriter
- WHA mästare 1979
- VM-silver 1977, 1981
- VM-brons 1976
- SM-guld 1975
- Junior 20 EM-guld 1972
- Junior 20 EM-silver 1971, 1973
- Utsedd till bästa junior i Sverige 1973
- Sveriges All Star Team 1976